# Șvabia
Șvabia (în germană: Bezirk Schwaben, Regierungsbezirk Schwaben) este una dintre cele șapte regiuni administrative de tip Regierungsbezirk din landul Bavaria, Germania. Tot Schwaben se numește și unitatea administrativă de tip Bezirk (în traducere liberă: „circumscripție”), identică teritorial cu regiunea administrativă Șvabia, dar având atribuții diferite.
Regiunea este mărginită de Franconia Mijlocie, Bavaria Superioară, Tirol (Austria), Vorarlberg (Austria) și landul Baden-Württemberg. Reședința regiunii administrative se găsește la Augsburg.
A nu se confunda cu Suabia (Șvabia), în germană tot Schwaben, zonă istorică întinsă din landurile Baden-Württemberg și Bavaria.

Poziţia regiunii admin. Şvabia în Germania

Poziţia regiunii admin. Şvabia în Bavaria

## Date geografice
- Orașe mai importante:

Augsburg, Aichach, Donauwörth, Nördlingen, Neu-Ulm, Friedberg, Füssen, Günzburg, Illertissen, Kaufbeuren, Kempten, Lindau, Memmingen, Dillingen an der Donau, Krumbach, Bad Wörishofen și Mindelheim.
- Râuri mai mari:

Donau (Dunărea), Lech, Iller, Wertach, Brenz, Günz, Mindel, Wörnitz și Vils.

## Împărțirea administrativă
Împărțirea administrativă actuală după reorganizarea teritorială din 1972/73:

### Orașe district urban (care nu țin de vreun district rural) (kreisfreie Stadt)
1. Augsburg
2. Kaufbeuren
3. Kempten
4. Memmingen

### Districte rurale (Landkreis)
1. Aichach-Friedberg
2. Augsburg
3. Dillingen an der Donau
4. Donau-Ries
5. Günzburg
6. Lindau (Bodensee)
7. Neu-Ulm
8. Oberallgäu
9. Ostallgäu
10. Unterallgäu

## Galerie de imagini

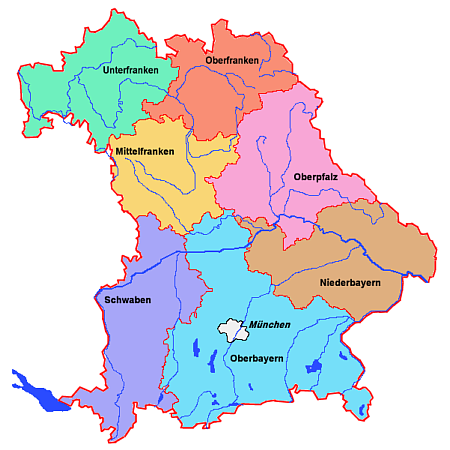
Harta landului Bavaria cu cele 7 regiuni administrative